# ميتشيل مورغانيلا
ميتشيل مورغانيلا (بالإيطالية: Michel Morganella)‏ (مواليد 17 مايو 1989 في سييري - سويسرا) لاعب كرة قدم سويسري يلعب حاليا لصالح نادي الدرجة الأولى باليرمو الإيطالي منذ 2009 في مركز الظهير الأيمن كما يجيد اللعب في مركز الجناح الأيمن .

## روابط خارجية
- ميتشيل مورغانيلا على موقع قاعدة بيانات كرة القدم.إي يو (الإنجليزية)
- ميتشيل مورغانيلا على موقع ناشيونال فوتبول تيمز (الإنجليزية)
- ميتشيل مورغانيلا على موقع Soccerway.com (الإنجليزية)
- ميتشيل مورغانيلا على موقع عالم كرة القدم.نت (الإنجليزية)
- ميتشيل مورغانيلا على موقع أوليمبيديا (الإنجليزية)
- ميتشيل مورغانيلا على موقع AS.com (الإسبانية)